# Горошова
Горошова (укр. Горошова) — село в Мельнице-Подольской поселковой общине Чортковского района Тернопольской области Украины.
До 2020 года входило в Борщёвский район.

## Географическое положение
Село Горошова находится на левом берегу реки Днестр,
на противоположном берегу — село Баламутовка.

## История
Возле села обнаружен комплекс археологических памятников Горошова, показывающее, что люди здесь жили тысячелетиями: есть славянское поселение 6-7 столетия, поселение конца 3-1 столетия до н. э. и поселение скифской эпохи (6-5 веков до н. э.).
- 1785 год — первое упоминание о селе.

В июле 1995 года Кабинет министров Украины утвердил решение о приватизации находившегося здесь совхоза.
Население по переписи 2001 года составляло 1891 человек.

## Экономика
- «Горошевское», ОАО.

## Объекты социальной сферы
- Школа I—III ст.
- Фельдшерско-акушерский пункт.